# Hemiceras stupida
Hemiceras stupida är en fjärilsart som beskrevs av William Schaus 1905. Hemiceras stupida ingår i släktet Hemiceras och familjen tandspinnare. Inga underarter finns listade i Catalogue of Life.